# View from the Vault

View from the Vault est une série de 4 DVD de concerts du Grateful Dead enregistrés en 1987 (deux concerts enregistrés en juillet 1987, regroupés dans le numéro 4 de la série), 1990 (deux concerts en juin et juillet 1990, respectivement numérotés 3 et 1) et 1991 (un concert enregistré en juin 1991, numéroté 2) dans des stades américains, majoritairement en Californie. La musique présentée sur ces DVD a fait l'objet d'éditions en 4 coffrets de trois ou quatre CD, dans la série View from the Vault Soundtrack.

## Listes des DVD et des coffrets

### View From The Vault Volume one
View From The Vault Volume One est un coffret de trois CD qui propose l'intégralité du concert du Grateful Dead donné au Three Rivers Stadium, le 6 juillet 1990. Il s'agit de l'un des derniers concerts du groupe avec Brent Mydland, décédé des suites d'une overdose à la fin du mois de juillet 1990. Les trois derniers titres du CD trois ont été enregistrés lors du concert du 8 juillet.

#### Musiciens
- Jerry Garcia, guitare, chant.
- Mickey Hart, Batterie.
- Bill Kreutzmann, batterie
- Phil Lesh, basse, chant.
- Brent Mydland, Claviers, chant.
- Bob Weir, guitare, chant.

#### Liste des titres

##### Disque un
1. Touch of Grey → (Robert Hunter, Jerry Garcia) – 6:36
2. Greatest Story Ever Told (Hunter, Mickey Hart, Bob Weir) – 4:44
3. Jack-a-Roe (trad., arr. Grateful Dead) – 5:09
4. New Minglewood Blues (trad., arr. Weir) – 7:18
5. Row Jimmy (Hunter, Garcia) – 11:50
6. Mama Tried → (Merle Haggard) – 2:32
7. Mexicali Blues (John Barlow, Weir) – 5:31
8. Just Like Tom Thumb's Blues (Bob Dylan) – 6:13
9. Let It Grow (Barlow, Weir) – 12:15

##### Disque deux
1. Samson and Delilah → (trad., arr. Weir) – 7:05
2. Eyes of the World → (Hunter, Garcia) – 15:14
3. Estimated Prophet → (Barlow, Weir) – 11:40
4. Lady with a Fan/Terrapin Station → (Hunter, Garcia) – 14:56
5. Jam → (Grateful Dead) – 4:46
6. Drums → (Hart, Bill Kreutzmann) – 7:38
7. Space → (Garcia, Phil Lesh, Weir) – 9:04

##### Disque trois
1. I Need a Miracle → (Barlow, Weir) – 5:28
2. Wang Dang Doodle → (Willie Dixon) – 5:20
3. Black Peter → (Hunter, Garcia) – 9:42
4. Throwing Stones → (Barlow, Weir) – 9:22
5. Turn On Your Lovelight → (Deadric Malone, Joseph Scott) – 8:39
6. Knockin' on Heaven's Door (Dylan) – 7:07
7. Standing on the Moon → (Hunter, Garcia) – 9:44
8. He's Gone → (Hunter, Garcia) – 9:41
9. KY Jam (Grateful Dead) – 13:42

### View From The Vault Volume two
View From The Vault Volume two est un coffret de trois CD qui propose l'intégralité du concert du Grateful Dead donné au  Robert F. Kennedy Stadium le 14 juin 1991. Sont joints plusieurs titres du concert du 12 juillet 1990 donné au même endroit.

#### Musiciens
- Jerry Garcia, guitare, chant.
- Mickey Hart, Batterie.
- Bruce Hornsby, piano (1991).
- Bill Kreutzmann, batterie.
- Phil Lesh, basse, chant.
- Brent Mydland, Claviers, chant (1990).
- Bob Weir, guitare, chant.
- Vince Welnick, claviers (1991).

#### Liste des titres

##### Disque un
1. Cold Rain & Snow (trad., arr. Grateful Dead) – 7:00
2. Wang Dang Doodle (Willie Dixon) – 6:39
3. Jack-a-Roe (trad., arr. Grateful Dead) – 5:48
4. Big River → (Johnny Cash) – 5:43
5. Maggie's Farm (Bob Dylan) – 7:44
6. Row Jimmy (Robert Hunter, Jerry Garcia) – 11:04
7. Black-Throated Wind (John Barlow, Bob Weir) – 7:19
8. Tennessee Jed → (Hunter, Garcia) – 7:49
9. The Music Never Stopped (Barlow, Weir) – 8:55

##### Disque deux
1. Help on the Way → (Hunter, Garcia) – 4:33
2. Slipknot! → (Grateful Dead) – 8:30
3. Franklin's Tower (Hunter, Garcia, Bill Kreutzmann) – 12:27
4. Estimated Prophet → (Barlow, Weir) – 13:08
5. Dark Star → (Hunter, Garcia, Mickey Hart, Kreutzman, Phil Lesh, Ron McKernan, Weir) – 11:29
6. Drums → (Hart, Kreutzman) – 9:54
7. Space → (Garcia, Lesh, Weir) – 6:26

##### Disque trois
1. Stella Blue → (Hunter, Garcia) – 13:10
2. Turn on Your Love Light (Deadric Malone, Joseph Scott) – 9:13
3. It's All Over Now, Baby Blue (Dylan) – 7:16
4. Victim or the Crime → (Gerrit Graham, Weir) – 8:29
5. Foolish Heart → (Hunter, Garcia) – 10:10
6. Dark Star → (Hunter, Garcia, Hart, Kreutzman, Lesh, McKernan, Weir) – 24:58

### View From The Vault Volume three
View From The Vault Volume three est un coffret de trois CD qui propose l'intégralité du concert du Grateful Dead donné au Shoreline Amphitheatre le 12 juin 1990. Sont joints plusieurs titres du concert du 3 octobre 1987 donné au même endroit (notés *).

#### Musiciens
- Jerry Garcia, guitare, chant.
- Mickey Hart, Batterie.
- Bill Kreutzmann, batterie
- Phil Lesh, basse, chant.
- Brent Mydland, Claviers, chant.
- Bob Weir, guitare, chant.

#### Liste des titres

##### Disque un
1. Good Times → (Sam Cooke) – 4:52
2. Truckin'  → (Robert Hunter, Jerry Garcia, Phil Lesh, Bob Weir) – 10:06
3. Touch of Grey  (Hunter, Garcia) – 7:30
4. Mama Tried → (Merle Haggard) – 2:35
5. Big River  (Johnny Cash) – 5:52
6. Friend of the Devil  (John Dawson, Hunter, Garcia) – 8:06
7. Cassidy  (John Barlow, Weir) – 6:21
8. Big Boss Man  (Luther Dixon, Al Smith) – 7:24
9. One More Saturday Night  (Weir) – 5:23

##### Disque deux
1. China Cat Sunflower → (Hunter, Garcia) – 10:39
2. I Know You Rider → (trad., arr. Grateful Dead) – 5:44
3. We Can Run  (Barlow, Brent Mydland) – 5:50
4. Estimated Prophet → (Barlow, Weir) – 13:07
5. Terrapin Station → (Hunter, Garcia) – 15:20
6. Jam → (Grateful Dead) – 23:00

##### Disque trois
1. Drums → (Mickey Hart, Bill Kreutzmann) – 9:12
2. China Doll → (Hunter, Garcia) – 6:45
3. Sugar Magnolia (Hunter, Weir) – 9:57
4. It's All Over Now, Baby Blue (Bob Dylan) – 7:37
5. Hey Pocky Way*  (Joseph Modeliste, Arthur Neville, Leo Nocentelli, George Porter) – 6:17
6. New Minglewood Blues*  (Noah Lewis) – 7:36
7. Candyman*  (Hunter, Garcia) – 7:51
8. When I Paint My Masterpiece* (Dylan) – 4:39
9. West L.A. Fadeaway*  (Hunter, Garcia) – 7:34
10. My Brother Esau*  (Barlow, Weir) – 4:26

### View From The Vault Volume four
View From The Vault Volume four est un coffret de quatre CD qui propose l'intégralité des concerts du Grateful Dead donnés les 24 et 26 juillet 1987. Cette tournée de l'été 1987 s'est faite en commun avec Bob Dylan, ce qui explique la présence d'une seule reprise de Bob Dylan dans les deux concerts.  Ce titre est le dernier de la série.

#### Musiciens
- Jerry Garcia, guitare, chant.
- Mickey Hart, Batterie.
- Bill Kreutzmann, batterie
- Phil Lesh, basse, chant.
- Brent Mydland, Claviers, chant.
- Bob Weir, guitare, chant.

#### Liste des titres

##### Disque un
1. Jack Straw → (Bob Weir, Robert Hunter)
2. Mississippi Half-Step Uptown Toodeloo (Jerry Garcia, Hunter)
3. My Brother Esau (Weir, John Barlow)
4. Friend of the Devil (Garcia, John Dawson, Hunter)
5. Me and My Uncle → (John Phillips)
6. Big River (Johnny Cash)
7. When Push Comes To Shove (Garcia, Hunter)
8. Far From Me (Brent Mydland)
9. Cassidy → (Weir, Barlow)
10. Deal (Garcia, Hunter)

##### Disque deux
1. Hell In A Bucket → (Weir, Barlow)
2. Scarlet Begonias (Garcia, Hunter)
3. Playing in the Band → (Weir, Mickey Hart, Hunter)
4. Drums → (Bill Kreutzmann, Hart)
5. Space → (Grateful Dead)
6. Uncle John's Band → (Garcia, Hunter)
7. Dear Mr. Fantasy → (Jim Capaldi, Steve Winwood, Chris Wood)
8. I Need A Miracle → (Weir, Barlow)
9. Bertha → (Garcia, Hunter)
10. Sugar Magnolia (Weir, Hunter)

##### Disque trois
1. Iko Iko (James Crawford)
2. New Minglewood Blues (Noah Lewis)
3. Tons Of Steel (Mydland)
4. West L.A. Fadeaway (Garcia, Hunter)
5. When I Paint My Masterpiece → (Bob Dylan)
6. Mexicali Blues (Weir, Barlow)
7. Bird Song → (Garcia, Hunter)
8. Promised Land (Chuck Berry)

##### Disque quatre
1. Shakedown Street → (Garcia, Hunter)
2. Looks Like Rain (Weir, Barlow)
3. Terrapin Station → (Garcia, Hunter)
4. Drums → (Kreutzmann, Hart)
5. Space → (Grateful Dead)
6. The Other One → (Weir, Kreutzmann)
7. Stella Blue → (Garcia, Hunter)
8. Throwing Stones → (Weir, Barlow)
9. Not Fade Away (Buddy Holly, Norman Petty)